# Ren Xiong

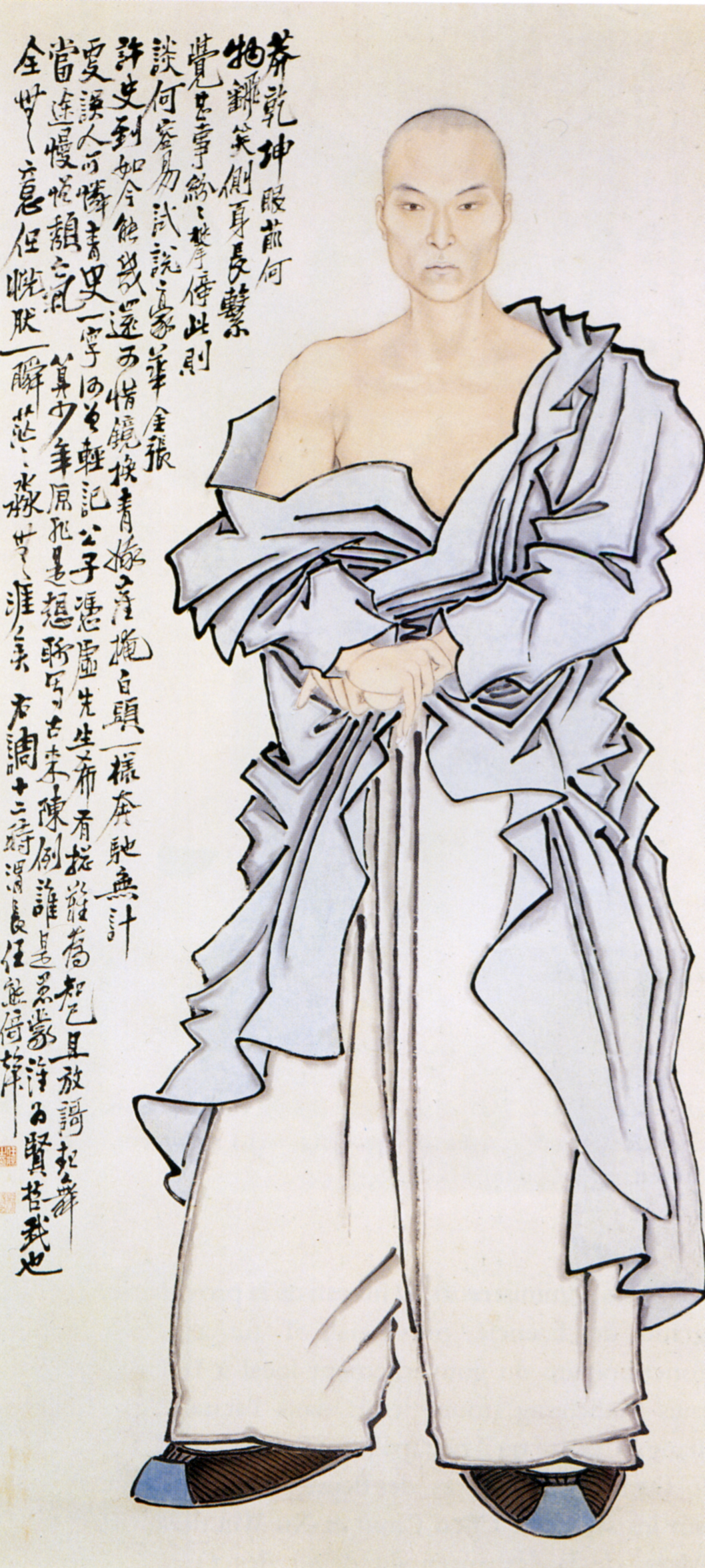
Zelfportret door Ren Xiong

Ren Xiong (任熊; 19 juli 1823 – 23 november 1857) was een Chinees kunstschilder uit Xiaoshan te Zhejiang die actief was in de late Qing-periode. Hij was de broer van Ren Xun (1835–1893), de vader van Ren Yu (1853–1901) en de oom van Ren Bonian (1840–1896). Samen stonden deze schilders bekend als de 'Vier Rens'.
Ren Xiong is bekend om zijn gedurfde en innovatieve schildersstijl. Hij was de leraar van zijn neef Ren Bonian en behoorde net als hem tot de Shanghai-school. Deze school borduurde voort op de expressieve en geladen schilderkunst van individualisten uit de Ming- en vroege Qing-periode.

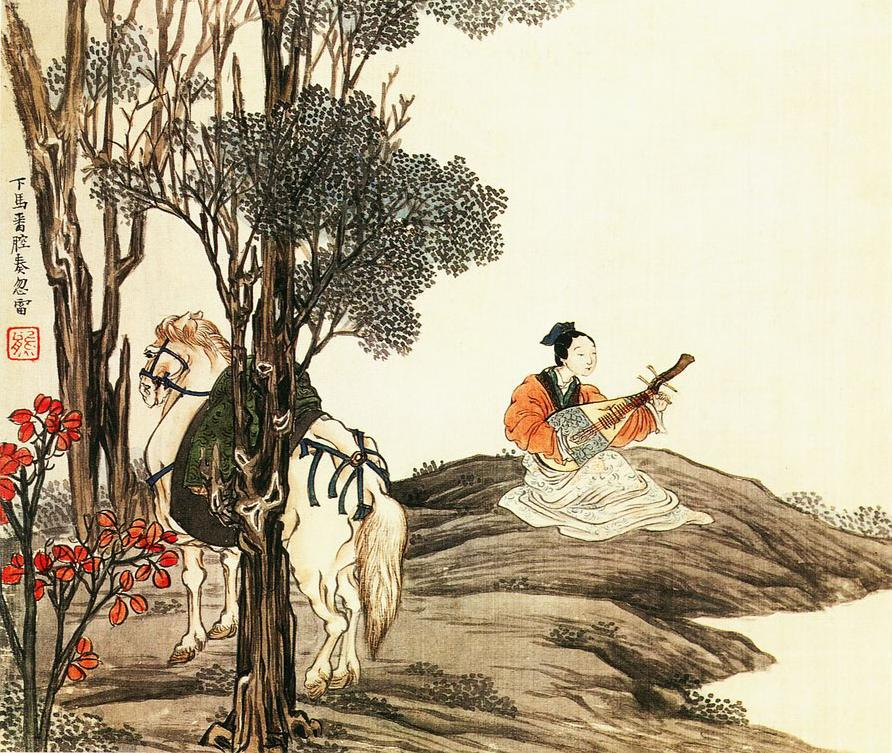
Naar de gedichten van Da Mei
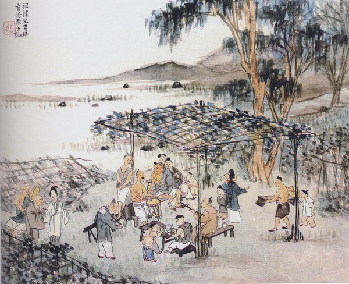
Een blinde zanger
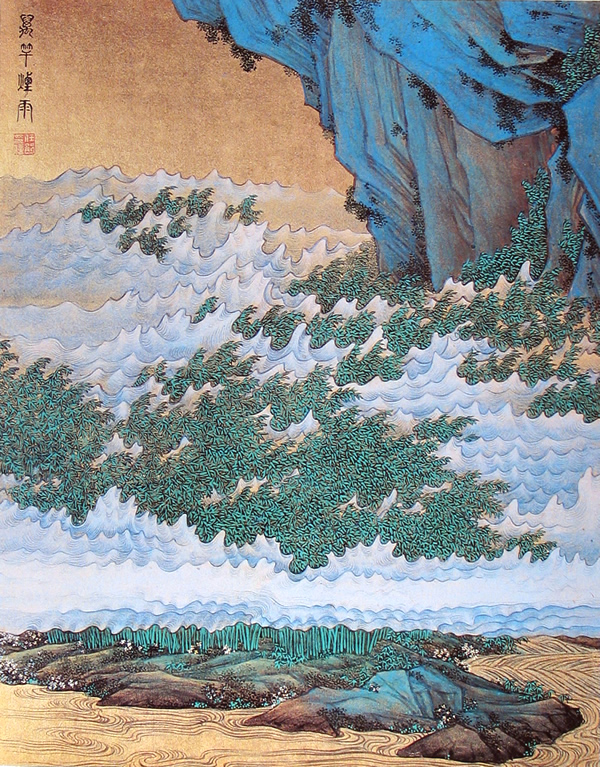
Nr. 4 van honderdduizend scènes

- Gemeinsame Normdatei: 1023440644
- International Standard Name Identifier: 0000 0004 4460 6696
- Library of Congress Control Number: n81072518
- Nationale bibliotheek van Australië: 36605471
- Nederlandse Thesaurus van Auteursnamen: 170074935
- Trove: 1322345
- Union List of Artist Names: 500324755
- Virtual International Authority File: 62868202
- WorldCat: E39PBJyRvGq9X4J8JKPTcjqRKd